# Polygala hottentotta
Polygala hottentotta är en jungfrulinsväxtart som beskrevs av Presl. Polygala hottentotta ingår i släktet jungfrulinssläktet, och familjen jungfrulinsväxter. Inga underarter finns listade i Catalogue of Life.